# Nordjyske Motorvej
Den Nordjyske Motorvej er en motorvej, der går fra Bouet ved Nørresundby til Søften.
Motorvejen er en del af E45. Den har sin nordlige afslutning i motorvejskryds Vendsyssel, hvor deler sig til Frederikshavnmotorvejen (E45), Hirtshalsmotorvejen (E39) og Thistedgrenen (11).
Nordjyske Motorvejs sydlige afslutning er ved frakørsel 46, Aarhus N, som blev til motorvejskryds Aarhus Nord, da Djurslandmotorvejens (15) etape fra Skejby til Søften åbnede i 2010.
Motorvejen åbnede i etaper, den nordlige del ved Aalborg åbnede frem til Svenstrup afkørslen omkring 1972, hvor motorvejen fortsatte direkte over i den gamle hovedvej. Fra afkørsel Støvring N og frem til Sønderup var oprindeligt en motortrafikvej i to spor som en del af primærrute 13 åbnet i 1971 frem til Sønderup. Denne motortrafikvej indgik i den nye motorvej, da man byggede en ekstra kørebane ved siden af den oprindelige. Dette ses tydeligt på underføringerne, hvor man tydeligt kan se at broerne er adskilte og den sydgående kørebanes broer alle bærer årstallet 1971. 

## Etaper
| Nordjyske Motorvejs etaper | Nordjyske Motorvejs etaper | Nordjyske Motorvejs etaper | Nordjyske Motorvejs etaper | Nordjyske Motorvejs etaper | Nordjyske Motorvejs etaper | Nordjyske Motorvejs etaper | Nordjyske Motorvejs etaper                                                            |
| Fra                        | Frakørsel                  | Til                        | Frakørsel                  | Baner                      | KM                         | Åbningsår                  | Bemærkninger                                                                          |
| -------------------------- | -------------------------- | -------------------------- | -------------------------- | -------------------------- | -------------------------- | -------------------------- | ------------------------------------------------------------------------------------- |
| Motorvejskryds Vendsyssel  | 20                         | Nørresundby C              | 22                         | 6                          | 2,8                        | 1970                       | Blev bygget som omfartsvej øst om Aalborg                                             |
| Nørresundby C              | 22                         | Aalborg N                  | 23                         | 6                          |                            | 1969                       | Limfjordstunnelen. Blev bygget som omfartsvej øst om Aalborg                          |
| Aalborg N                  | 23                         | Aalborg Ø                  | 26                         | 4                          | 5,7                        | 1970                       | Blev bygget som omfartsvej øst om Aalborg                                             |
| Aalborg Ø                  | 26                         | Aalborg S                  | 28                         | 4                          | 6,0                        | 1972                       | Blev bygget som omfartsvej øst om Aalborg                                             |
| Aalborg S                  | 28                         | Svenstrup                  | 29                         | 4                          | 6,2                        | 1971                       | Blev bygget som omfartsvej øst om Aalborg                                             |
| Svenstrup                  | 29                         | Støvring N                 | 30                         | 4                          |                            | 1992                       |                                                                                       |
| Støvring N                 | 30                         | Sønderup                   | 32                         | 4                          | 9,1                        | 1972/1992                  | Blev bygget som omfartsvej vest om Støvring for rute 13. Udbygget til motorvej i 1992 |
| Sønderup                   | 32                         | Handest                    | 37                         | 4                          | 26,7                       | 1992                       | Byggeriet blev fremskyndet inden åbningen af Storebæltsbroen                          |
| Handest                    | 37                         | Randers N                  | 40                         | 4                          | 14,4                       | 1993                       | Byggeriet blev fremskyndet inden åbningen af Storebæltsbroen                          |
| Randers N                  | 40                         | Randers S                  | 42                         | 4                          | 9,5                        | 1971                       | Blev bygget som omfartsvej vest om Randers                                            |
| Randers S                  | 42                         | Aarhus N                   | Motorvejkryds Aarhus Nord  | 4                          | 22,7                       | 1994                       | Byggeriet blev fremskyndet inden åbningen af Storebæltsbroen                          |